# Stephen Craigan
Stephen James Craigan, né le 29 octobre 1976 à Newtownards, est un footballeur international nord-irlandais.

## Palmarès
- Partick Thistle
  - Champion de Division One en 2002
  - Champion de Division Two en 2001.

- Motherwell
  - Finaliste de la Coupe de la Ligue en 2005
  - Finaliste de la Coupe d'Écosse en 2011.